# Peter van Genève
Peter van Genève (overleden in 1392) was van 1370 tot aan zijn dood graaf van Genève.

## Levensloop
Peter was de vierde zoon van graaf Amadeus III van Genève en diens echtgenote Maria, dochter van graaf Robert VII van Auvergne. 
Na de overlijdens van zijn oudere broers Aymon III (1367), Amadeus IV (1369) en Jan (1370) werd hij in 1370 graaf van Genève. In deze functie was hij een trouwe vazal van het huis Savoye. In 1374 huwde hij met Margaretha (1354-1418), gravin van Vaudémont. Het huwelijk bleef kinderloos.
Hij werd voorbestemd voor een kerkelijke loopbaan en studeerde canoniek recht aan de Universiteit van Bologna. In 1359 werd hij kanunnik in Lyon, waarna hij in 1363 kanunnik in Parijs werd. In 1365 werd hij benoemd kanunnik in Reims, Amiens, Valladolid en Tours.
In 1382 leidde Peter een Geneefs contingent bij de invasie van het koninkrijk Napels. De invasie werd geleid door graaf Amadeus VI van Savoye en hertog Lodewijk I van Anjou, de geadopteerde zoon van de gevangengezette koningin Johanna I van Napels, en alle aanhangers van zijn broer Robert, die als tegenpaus Clemens VII in Avignon resideerde. Op 1 maart 1383 was aanwezig bij het overlijden van graaf Amadeus VI van Savoye in Castropignano.
In 1392 stierf Peter. Omdat hij kinderloos gebleven was, werd hij als graaf van Genève opgevolgd door zijn jongere broer Robert, tegenpaus Clemens VII. 